# Вторая линия (Хельсинки)
Вторая линия (фин. Helsinki toinen metrolinja) — проектируемая линия метро в Хельсинки из 18 станций. Открытие планируется на 2020-е — 2030-е годы.

## История
Вторая линия была запланирована с момента строительства первой линии и в 1970-х годах была построена для второй линии пересадочная станция Камппи. План линии был составлен в 2002 году (участок Пасила — Камппи — Лаайасало) и в 2014 году был доработан.
Первый участок Пасила — Камппи представили в 2007 году. Участок будет состоять из пяти станций:
- Пасила (фин. Pasila)
- Мейлахти (фин. Meilahti)
- Олимпиастадион (фин. Olympiastadion)
- Тёёлё (фин. Töölö)
- Камппи (фин. Kamppi)

Начало строительства планируется после завершения западного участка (Länsimetro) первой линии (станции: Финноо — Кивенлахти), то есть после 2023 года.
Помимо этого центрального участка линия пойдет на север до аэропорта Хельсинки-Вантаа и до станции Виикки, также на юг до Сантахамина.